# Dolophones
Dolophones là một chi nhện trong họ Araneidae.